# 胚胎发育

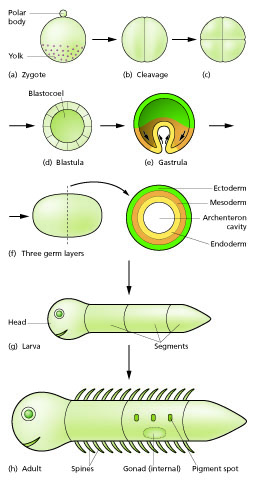
胚胎发育

胚胎發生（英語：embryogenesis）也稱為胚胎形成或胚胎發育，是胚胎構造由簡單到複雜的過程。最早的起源是經由單套染色體的細胞--卵子與精子--受精而形成，或是經由無性繁殖（如複製）產生。之後進行稱為卵裂的快速的有絲分裂，最後各種細胞分化成不同的組織、系統與器官，如皮膚、神經系統、骨骼與肌肉、循環系統與消化道等，形成完整的生物個體。

## 先成論與新生論
18世紀以前，西方生物學界存在兩種胚胎發育過程的理論，分別是「先成論」與「新生論（漸成論、後成論）」。先成論（preformation）認為成體是來自受精卵裡的小型幼體。以人體為例，小型胎兒會逐漸變大，最後成為嬰兒，但是過程中胎兒的形狀並沒有太大變化。而且這些胎兒含有成體所擁有的一切，包括胎兒裡的胎兒，就像是俄羅斯娃娃一樣。
新生論（epigenesis，漸成論、後成論）最早由古希臘時期的亞里士多德提出，他認為原始的動物胚胎應該是相對較缺乏構造的卵，而胚胎的發育過程是由簡單的構造演變為複雜的構造，也就是說，不同的組織和器官是在不同的時間逐漸形成。19世紀以後，顯微鏡的觀察支持了新生論，並且將先成論取代。

## 動物胚胎的發育過程
雖然動物的種類繁多，但是胚胎的發育依然擁有相似的過程，能夠分成受精、卵裂、桑葚胚、囊胚、原腸胚與器官形成等階段。此外脊椎動物的胚胎發育過程中，各種動物共同擁有的特徵會首先出現（如皮膚），之後才逐漸發展出特化的構造（如魚鱗），而且較複雜的物種與較原始的物種之間一開始相當類似，之後才隨著發育的時間而慢慢增加變異。

### 受精
在卵子的細胞膜外圍有一些外套膜，第一層由醣蛋白構成，一般稱為卵黃膜，在哺乳類則稱為卵鞘（zona pellucida）。當一個精子進入卵子之後，大多數物種的卵子會形成一道保護，使其他的精子無法再進入卵子。少數的物種，如某些鳥類和爬蟲類，雖然會讓其他的精子進入，但是依然只有一個精子能夠與卵子的細胞核作用。精子與卵子的細胞核會融合，並且形成一個具有雙套染色體的受精卵。
在複製科技中，取代受精的過程是將卵子的細胞核移出，再將體細胞植入卵子中。行無性繁殖的動物則通常不需要進行細胞融合，而是以出芽生殖或是分裂生殖的方式直接產生幼體。

### 卵裂

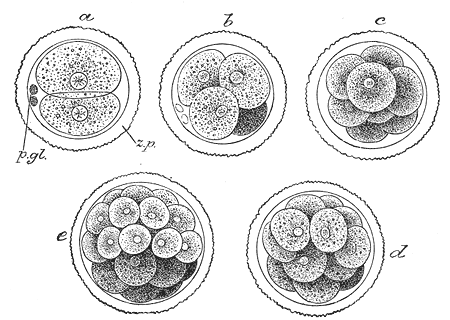
卵裂的過程。

精子與卵子結合之後會形成受精卵，由於卵黃的分佈具有不對稱的特性，因此受精卵可以分為動物極（會發展成外胚層）和植物極（會發展成中胚層與內胚層）。在卵裂時期，卵子會先分裂成兩個細胞，之後細胞通常會逐次倍增，但是對哺乳類而言，有時候會有不同時分裂並造成只有奇數個細胞的現象。在這個階段，胚胎的總體積大致不變。
細胞分裂成16到64個細胞的階段，稱為桑葚胚（morula），在這個階段，動物極的分裂頻率會超越靠近植物極且具有卵黃的細胞群。到了128個以上細胞數目的階段，稱為囊胚（blastula），囊胚內部靠近動物極的區域會形成一個囊胚腔。
不同的物種具有不同的卵裂方式，可以分為完全卵裂（holoblastic cleavage）和不完全卵裂（meroblastic cleavage），分別又可以細分成許多不同方式。如無脊椎動物的輻射卵裂與螺旋卵裂、哺乳動物的旋轉式分裂等。

### 原腸胚
當細胞分裂成為囊胚之後，會經過一段稱為原腸形成的型態發生過程，之後形成原腸胚。原腸形成過程有許多不同方式，能夠大致分成5種'：
- 內陷式（Invagination） - 植物極的細胞向胚胎內部凹陷，最後穿過胚胎在另一端開口，值得注意的是，後來出現的開口會成為動物的口部，原先的凹陷處則成為肛門，後口動物因此得名，例如海膽的內胚層。
- 衰退式（Involution）- 植物極的細胞向內沿囊胚腔內壁增生，外部則被動物極細胞取代，例如青蛙的中胚層。
- 進入式（Ingression）- 特定地方的細胞在分裂之後，移動到其他特定的位置，例如海膽的中胚層、果蠅的神經母細胞。
- 脫層式（Delamination）- 外層的細胞滑動，原本只有一層的細胞增生為兩層，例如哺乳類與鳥類的下胚葉（英语：hypoblast）。
- 包覆式（Epiboly）- 外層的細胞擴張，向植物極的凹陷處擠壓，逐漸向囊胚腔內壁移動成為兩層，例如青蛙與海膽的外胚層。

動物的胚胎利用這5種方式形成了外胚層、中胚層與內胚層的組合，而這三種胚層在之後會形成各種細胞。例如由內胚層發展而來，具有多潛能性的的間葉細胞，可以分化成纖維母細胞、軟骨母細胞、硬骨母細胞、脂肪細胞、平滑肌細胞、橫紋肌母細胞、造血母細胞等等。

### 器官形成
外胚層、中胚層與內胚層形成各種組織和器官的過程，稱為器官形成，也稱做器官發生。以青蛙的胚胎為例，在器官形成的早期，外胚層會在突起之後向內凹陷，形成神經脊與神經管；這一時期稱為神經胚（髓胚）形成。中胚層組織所包圍的空間稱為體腔，在此時期，其最早分化形成的結構包括心臟和體節等，而體節會逐漸分化成肌肉和脊椎等組織。同一動物門內的各種動物（例如脊椎動物），儘管最終形成的幼體形態各異，器官形成期的胚胎形態卻非常相似，此胚胎時期被稱為「phylotypic stage」。此時期以後，各動物間的形態差異才逐漸變得明顯。

## 外部連結
- 發育生物學（中文）
- 發育生物學（英文） （页面存档备份，存于）